# Jean Boldt
Johan Carl Emil (Jean) Boldt, född 9 april 1865 i Kuopio, död 16 maj 1920 i Helsingfors, var en finländsk jurist. Han var bror till Robert och Alexander Boldt. 
Boldt var en glödande idealist, som anslöt sig till socialdemokratin och representerade en alltmer anarkistisk riktning. Sedan han varit med om Sveaborgsrevolten 1906 och suttit en tid i fängelse för sin delaktighet i detta, framträdde han under den oroliga sommaren 1917 som socialistisk agitator bland annat på Senatstorget i Helsingfors.
Boldt utgav tidskriften Humanitas 1896–1898 samt skrifterna Ett upprop mot militarismen (1902), Kors-sånger tillägnade Korshären (1909) och Det stora dårhuset (1916).

## Verk
- Prostitutionens reglementering och läkaresällskapet (1896) erip. Humanitas-lehdesä, 24 s.
- Ett upprop mot militarismen (1901) 16 s.
- Kors-sånger 1. Tillegnade Korshären (1909) 28 s.
- Det stora dårhuset (1916) 59 s.